# Mark Rydell
Mark Rydell, född 23 mars 1928 i New York i New York, är en amerikansk skådespelare, filmregissör och filmproducent. Rydell har regisserat flera Oscarsnominerade filmer, däribland Räven (1967), Leva rövare (1969), Sjömannen och gatflickan (1973), The Rose (1979), Floden (1984) och For the Boys - Soldaternas sång (1991). Han nominerades till en Oscar för bästa regi för Sista sommaren (1981). 

## Filmografi i urval

### Regi
- Krutrök (1964-1966)
- Räven (1967)
- Leva rövare (1969)
- The Cowboys (1972)
- Sjömannen och gatflickan (1973)
- Pang i bygget (1976)
- The Rose (1979)
- Sista sommaren (1981)
- Floden (1984)
- For the Boys - Soldaternas sång (1991)
- Det bitterljuva livet (1994)
- James Dean (TV-film) (2001)
- Even Money (2006)

### Skådespelare
- The Phil Silvers Show (1955)
- Brott på gatan (1956)
- Långt farväl  (1973)
- Punchline (1988)
- A Man Is Mostly Water (2000)
- Hollywood Ending (2002)